# Сакре кьор
„Сакре Кьор“ (на френски: Basilique du Sacré Cœur – „(Пре)свято сърце“) е римокатолическа църква, базилика, на хълма Монмартър в Париж, построена в романско-византийски стил от 1874 г. до 1914 г.

## История
През XVII век френската монахиня Маргарита-Мария от Алакоке известява, че Бог желае да се построи храм „за слава на Неговото Божествено Сърце“. Бог показва на канонизираната по-късно за светица Своето Свято Сърце, заобиколено от огън, короновано с трънен венец, с открита кървяща рана. От вътрешността на Сърцето излиза кръст. Светицата чува Господ да казва: „Ето тук е сърцето, толкова обичано от хората, но голяма част от тях не показват нищо повече от неблагодарност, непочтителност и пренебрежение към това тайнство на любовта.“ Летописите твърдят, че това се случва на 16 юни 1675 година.
Изминават, обаче, цели две столетия, преди да започнат работите по изграждането на църквата. Двама ревностни християни – Александър-Феликс Лежантий и неговият баджанак Губер Роо де Флери дават обет да построят църква, посветена на Христовото Пресвято Сърце (Sacré Coeur). На 25 юли 1873 година Националното събрание утвърждава това богоугодно дело и го обявява за общонароден почин.
Първоначалната идея да се посвети храма на загиналите във Френско-пруската война среща упорита съпротива и е подложена на силна критика, но депутатите дават своята подкрепа на предложението.
Начинанието за построяването на храм, посветен на Пресветото сърце Иисусово получава поддръжката на множество вярващи, както и на Парижкия архиепископ Жилберт. Своята благословия изпраща и папа Пий IX. Провежда се конкурс, и в крайна сметка е приет проектът на Пол Абадие. Разходите за строителството надвишават 40 милиона франка. Те са покрити от вярващите католици чрез оригинален начин на събиране на средства – всеки може да си купи камък и на някои от блоковете (в зависимост от цената) се изписват инициалите на дарителите.
На 18 юни 1875 година в присъствието на маршал Мак-Магон, президент на Републиката, е направена първата копка на строежа. В основите са поставени бронзов медальон „Франция поднася на Христос монмартърската базилика“, торбичка с френски медали от Френско-пруската война и пергамент с протокол на церемонията по основаването на Sacré Coeur. Не след дълго, обаче, строителните работи са прекъснати, за да се укрепи теренът, силно изровен от старите каменоломни на хълма.
Строителните работи приключват през 1914 година, но поради избухването на Първата световна война храмът е осветен чак на 16 октомври 1919 година. През този дълъг период Оноре Доме, Шарл Лене, Анри Ролин, Люсиен Ман и Луи-Жан Юло вдъхват живот на първоначалния проект, като всеки го тълкува по своему. Вдъхновението за облика на Sacre Coeur се породило от разделението на френския народ след Френската революция на, от една страна, религиозни католици, и, от друга, на демократи, секуралисти, социалисти и радикали. Този разкол станал особено явен след Френско-пруската война и последвалото въстание Парижката комуна от 1870 г. Днес се твърди, че базиликата е построена в памет на 58 000-те загинали по време на тази война.

## Публични обещания на Сакре-Кьор
Към обещанията, отнасящи се към личната набожност, трябва да прибавим трите писма, писани от Маргарита-Мария от Алакоке на 17 юни и през месец август 1689 г. – писма, които по-късно ще имат силен отзвук върху общественото мнение. В тях Исус чрез монахинята изисква Сакре-Кьор да засвидетелсва вярата пред целия народ.
Първото послание се отнася до царете: „Той желае да влезе с тържественост и великолепие в къщата на принцовете и на царете, за да бъде почетен там толкова, колкото е бил обиден, презрян и унижен в страданието си...Вечният Баща, като желае да поправи горчивината и агонията, които прекрасното Сърце на неговия божествен Син е получило в къщата на принцовете на земята иска да установи царството си в сърцето на нашия Велик повелител, с който иска да си послужи, за изпълнение на намеренията си“.
Второто послание е: „Да накара да построят сграда, където ще бъде картината на това божествено Сърце, за да получат там признаването и почестите на царя и целия двор. В тази сграда шефът на френската нация ще признае за себе си и за нацията Царството на божественото Сърце, ще извисти неговата власт и ще се нарече пратеник на Христос."
Третото послание изисква от царя „да бъде рисуван върху знамената и гравиран върху оръжията, за да бъде победител над враговете, като стъпква в краката си горделивите им и надменни глави. По този начин той ще удържи победа над всички врагове на Светата Църква“.
Тези ясни послания няма да се променят в продължение на следващите векове и ще бъдат последователно следвани от фактите: установен празник за честване на СакреКьор, Сакре-Кьор върху знамената, черква посветена на Сакре-Кьор, за да утвърди Франция.
На 16 юни 1875 г. е чествано второто изискване на Маргарит-Мари Алакок, поднесено чрез Кардинал Гибер. Архиепископът на Париж поставя първия камък на базиликата Сакре-Кьор на Монмартр, считано за национално Пожелание съгласно закона от 24 юли 1873 г.
- Христов цар
- Сакре-Кьор на Монмартр

## Архитектура
Сградата е дълга 85 метра, широка 35 метра и е висока 83,33 метра. Построена е от специфичен вид камък от кариерата Шато Ландон. Този строителен материал под въздействието на дъждовната вода отделя бяло вещество, калцит, който придава на храма прочутата му белоснежност и гарантира белия цвят на базиликата дори при атмосферни влияния и замърсяване. Сакре Кьор е построена в романо-византийски стил и оказва влияние върху архитектурата на други религиозни сгради, издигнати през XX век, като базиликата de Sainte-Thérèse de Lisieux. Състои се от обширна централна ротонда, около която са разположени къс неф, два трансепта и хор. Базиликата има форма на гръцки кръст, увенчан с четири купола: централния с 80 м височина, е декориран с прозорци. Впечатляващо е голямото стълбище на храма. В църквата има множество параклиси и обширна крипта. Криптата има същото разположение като църквата и е една от забележителностите на базиликата. Изящни цветни витражи украсяват църквата и ѝ придават особен чар.
На фасадата, изпълнена по образец на романските църкви в департамент Шарант, на самия връх на фронтона, е поставена статуя на Господ и Неговото Свято Сърце. Тя е една от най-добрите творби, излезли изпод ръцете на Гюстав Мишел. От двете страни на църковния вход са поставени отлятите от Иполит Льофевр конни статуи на Света Жана д'Арк и крал Луи IX Свети. Формата на купола на сградата повтаря този на базиликата Сен Фрон в Перигьо, строена през XII век.
В храма се съхраняват уникални статуи, като сребърната статуя на Господ и Неговото Сърце, дело на Йожен Бене, както и статуята на Божията Майка с Младенеца на ръце, отлята от чисто сребро, дело на Пол Брюне (1876 г.). Mонтиран e орган, изработен от Аристид Кавайе-Коля, има 78 регистъра и 4 клавиатури, три от които са педални. Централният купол е зает от мозайка, изработена по скици на Марсел Маня и Люк-Оливие Мерсон. Наречена е ”Благоговението на Франция пред Сърцето Господне“. Тя заема площ от 475 кв. м, което я прави една от най-големите мозайки в света. Изобразява Исус Христос с разтворени ръце и Неговото Свято Сърце, които са прославяни от френската католическа църква.
Зад църквата е разположена камбанарията. Камбанарията представлява квадратна кула с височина 84 метра. Една от камбаните на Sacré Coeur – знаменитият „Савоярд“ – тежи 19 тона, само езикът ѝ тежи 850 килограма. Диаметърът ѝ е 3 метра. Наречена е la Savoyrde в чест на присъединяването на Савоя към Франция през 1860 година. Отлята е в Анси и е най-голямата камбана в Париж. Тя е дарена от диоцеза Шамбери.

## За туристи
Sacré Coeur е сред най-посещаваните от туристи сгради във френската столица.
Най-красивата част от комплекса (храма) са градината за медитация и фонтанът. Там обикновено е пълно с хора, а гледката на Париж от хълма е неповторима. От площадката пред базиликата се открива впечатляваща панорама към целия град. Горната част на купола е достъпна за туристи и предоставя изключителна гледка към Париж. Тъй като църквата се намира на върха на хълма Монмартр и изкачването би могло да представлява проблем за доста хора, в подножието има лифт, който извозва туристите само за няколко секунди.
Базиликата увенчава най-непокорния квартал като въплъщение на консервативния морал и християнската добродетел. Монмартр е кварталът с най-много стриптийз барове, секс шопове, кабарета и нощни заведения. Съвсем наблизо се намира знаменитото казино Мулен Руж.